# Apel Vitzthum der Ältere zu Roßla
Apel Vitzthum der Ältere zu Roßla (* um 1400; † um 1470) war ein sächsischer Ritter aus dem Adelsgeschlecht der Vitzthume.

## Biographie

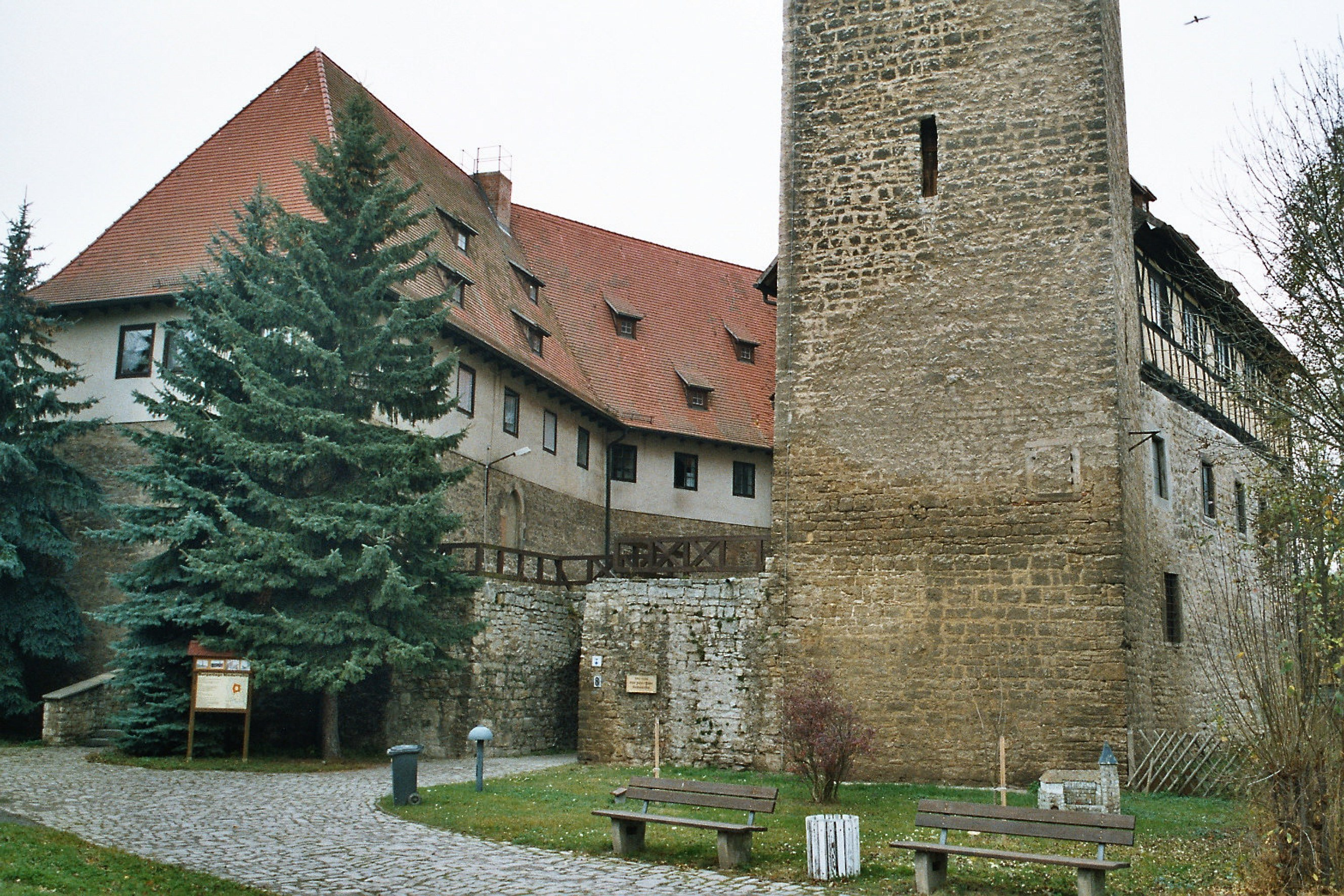
Burg Roßla

Der Sohn des Ritters Busso Vitzthum und der Eyle von Ilburg wurde 1425 erstmals urkundlich genannt. Er war nach seines Vaters Tod 1437 in Diensten Kurfürst Friedrich des Sanftmütigen von Sachsen und bekleidete das Amt des Hofmeisters.
Gemeinsam mit seinem Vater Busso und seinem älteren Bruder gleichen Namens übernahm er am 2. Januar 1436 Anteile der Herzöge Friedrich, Siegmund und Wilhelm von Sachsen sowie des Landgrafen Friedrich von Thüringen am Silberbergwerk zu Harzgerode.
In den Jahren 1439 und 1440 verhandelten er und seine Brüder Busso und Bernhard für den Kurfürsten in der so genannten Plauenschen Irrung. 1443 schickte ihn der Kurfürst nach Lausanne, um den Ehevertrag zwischen Friedrichs Sohn Frederik (1439–1451) und der Katharina von Savoyen abzuschließen.
Um die Jahreswende 1444/1445 jedoch verließ Apel Friedrichs Hof, um von da an dessen Bruder Herzog Wilhelm als Rat zu dienen. Auch bei Wilhelm kam er als Hofmeister in Stellung und spielte in dem folgenden Bruderkrieg (1446–1451) eine höchst unrühmliche Rolle, wodurch er sich besonders den Hass und die Ungnade des Kurfürsten zuzog. Apel Vitzthum stachelte aus rein persönlicher Machtgier den Herzog gegen seinen älteren Bruder auf und trieb ihn, zusammen mit einigen Mitstreitern, darunter Busse Vitzthum, Friedrich von Witzleben und Bernhard von Kochberg, in einen mörderischen Krieg, der große Teile Thüringens, hauptsächlich zwischen Weimar, Wiehe, Merseburg und Dornburg/Saale, verwüstete. Dies führte dazu, dass Apel die Herrschaft Lichtenwalde im Machtbereich Friedrichs, welche er 1439 im Tausch gegen Klöden erworben hatte, 1447 verlor. 
Im Jahr 1450 belehnte Herzog Wilhelm III. seine Räte Apel, Busso und Bernhard Vitzthum sowie Friedrich von Witzleben mit der nahe Jena gelegenen Kunitzburg auf dem Gleißberg, wofür sie sich verpflichteten, das wüste und verfallene Schloss zu reparieren. Der Herzog war ihnen wahrscheinlich hörig. Sein Vertrauen ausnutzend, hatten sie schon zuvor zuungunsten ihres Herrn Reichtümer und Besitz angehäuft, so erhielt Apel 1447 die Herrschaft über die Pflege Coburg und andere Besitzungen. Auch die Wachsenburg war 1441 als Pfand in die Hand von Apel Vitzthum dem Älteren zu Roßla gelangt, der sich vom herzoglichen Rat allmählich zum berüchtigten Raubritter entwickelte und als „Brandmeister von Thüringen“ bekannt wurde. Er wird mitverantwortlich gemacht für den Ausbruch des Sächsischen Bruderkrieges von 1446 bis 1451, in dessen Verlauf er die Burg Roßla 1447 verlor. 

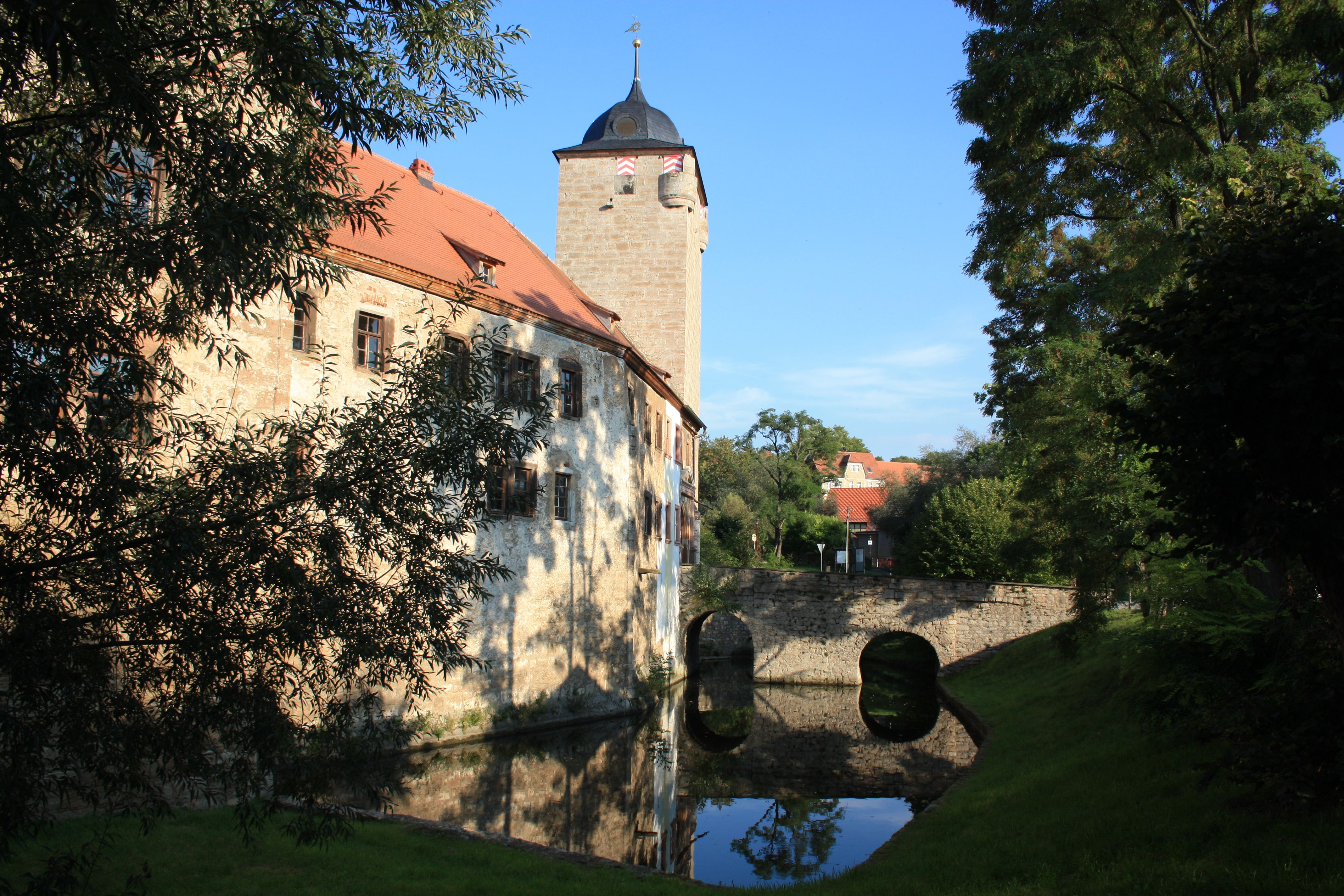
Wasserburg Kapellendorf

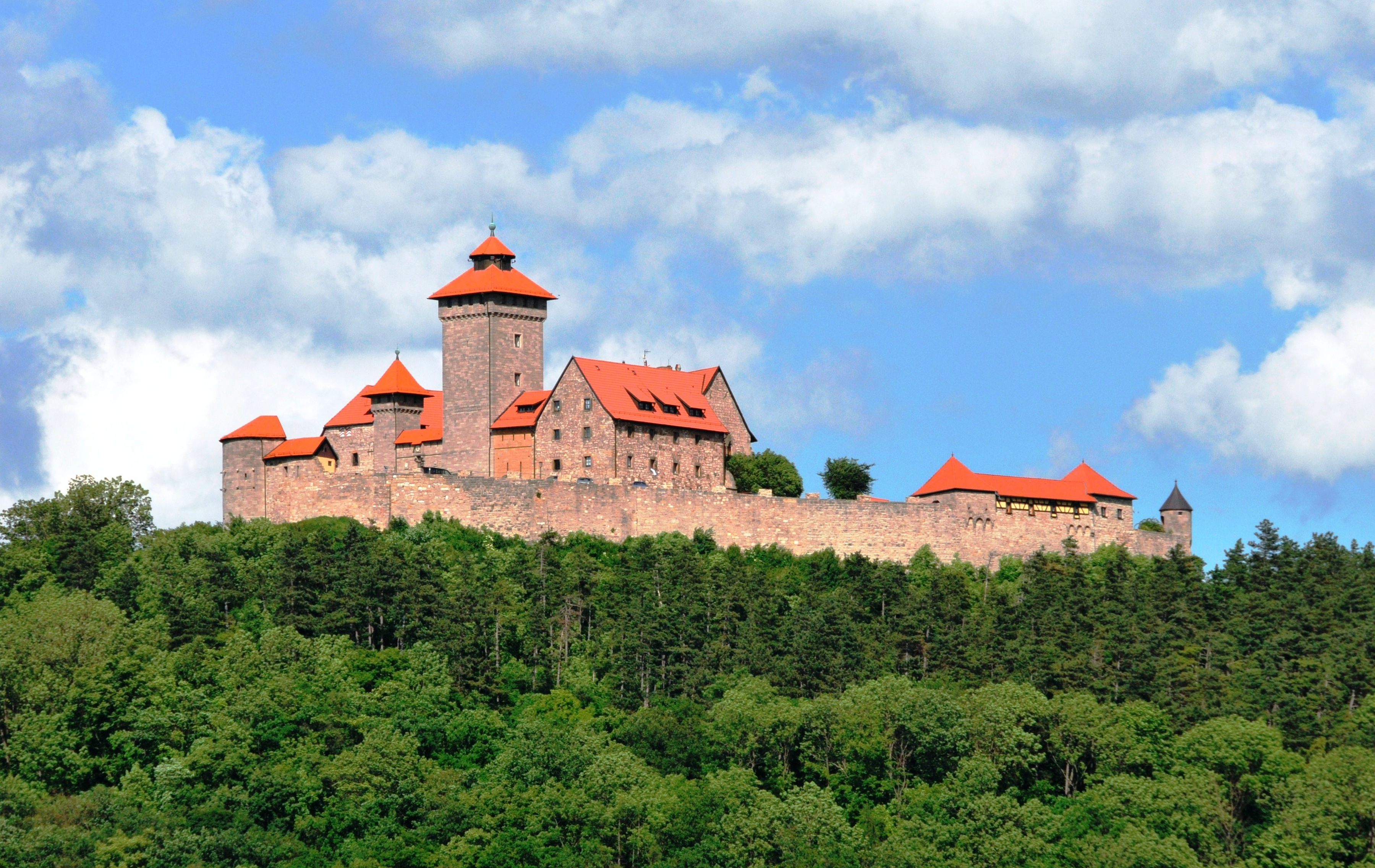
Wachsenburg

Im Jahr 1446 hatten die Erfurter ihm den Schutz ihrer Kaufleute in der Umgebung von Kapellendorf anvertraut und ihm die Wasserburg Kapellendorf und das zugehörige Amt wiederkäuflich auf 21 Jahre übergeben. 1450 kam es jedoch zum Bruch mit Herzog Wilhelm, als dieser die wahre Rolle dieser Vitzthume erkannte. Zusammen mit seinen Brüdern Busso und Bernhard wandte sich der – am sächsischen Hof in Ungnade gefallene – Apel Vizthum nun gegen Landgraf Wilhelm III. von Thüringen und überfiel mehrfach Erfurter und andere Kaufleute. Als im Oktober 1451 eine Gesandtschaft des burgundischen Herzogs wegen einer geplanten Heiratsverbindung zu dem sächsischen Kurfürsten Friedrich II. dem Sanftmütigen unterwegs war, wurde sie von den Brüdern Vitzthum überfallen, ausgeplündert und in Gefangenschaft nach Kapellendorf verbracht. Die sächsischen Herzöge nahmen daraufhin zusammen mit den Städten Erfurt, Sangerhausen, Mühlhausen und Nordhausen sowie umwohnenden Adligen die Eroberung der Burgen der Vizthume in Kapellendorf, Wachsenburg, Kunitzburg, Dornburg, Leuchtenburg, Isserstedt, Camburg und anderer auf. Außerdem verlor Apel Vitzthum seine räuberische Herrschaft in der „Pflege Coburg“, aus der er dauerhaft vertrieben wurde. Nach vierwöchiger Belagerung der Wachsenburg, bei der durch Unterminierung die Schildmauer der Burg (durch Mansfelder Bergleute) zum Einsturz gebracht worden war, wurde Apel Vitzthum schließlich zur Aufgabe gezwungen. Im Dezember 1451 wurde das sloz Cappilndorf, in der ein Teil der burgundischen Räte gefangen saß, nach achtwöchiger Belagerung aufgrund von Nahrungsmittel- und Munitionsmangel übergeben und den Verteidigern freier Abzug gewährt. Im Austausch gegen die Wachsenburg kam die Wasserburg Kapellendorf 1452 wieder in den Besitz der Stadt Erfurt. 
Nach Beendigung des Bruderkrieges wurde Apel Vitzthum von Roßla 1452 des Landes verwiesen und fand in Böhmen 1453 als Rat des dortigen Königs eine neue Anstellung. Dort erwarb er auch die Herrschaften Klösterle und Neuschönburg.
Apel hinterließ vier Söhne und eine Tochter. Im Zeitraum 1434 bis 1452 wird seine Ehefrau Kunigunde erwähnt.